# Frittura al salto

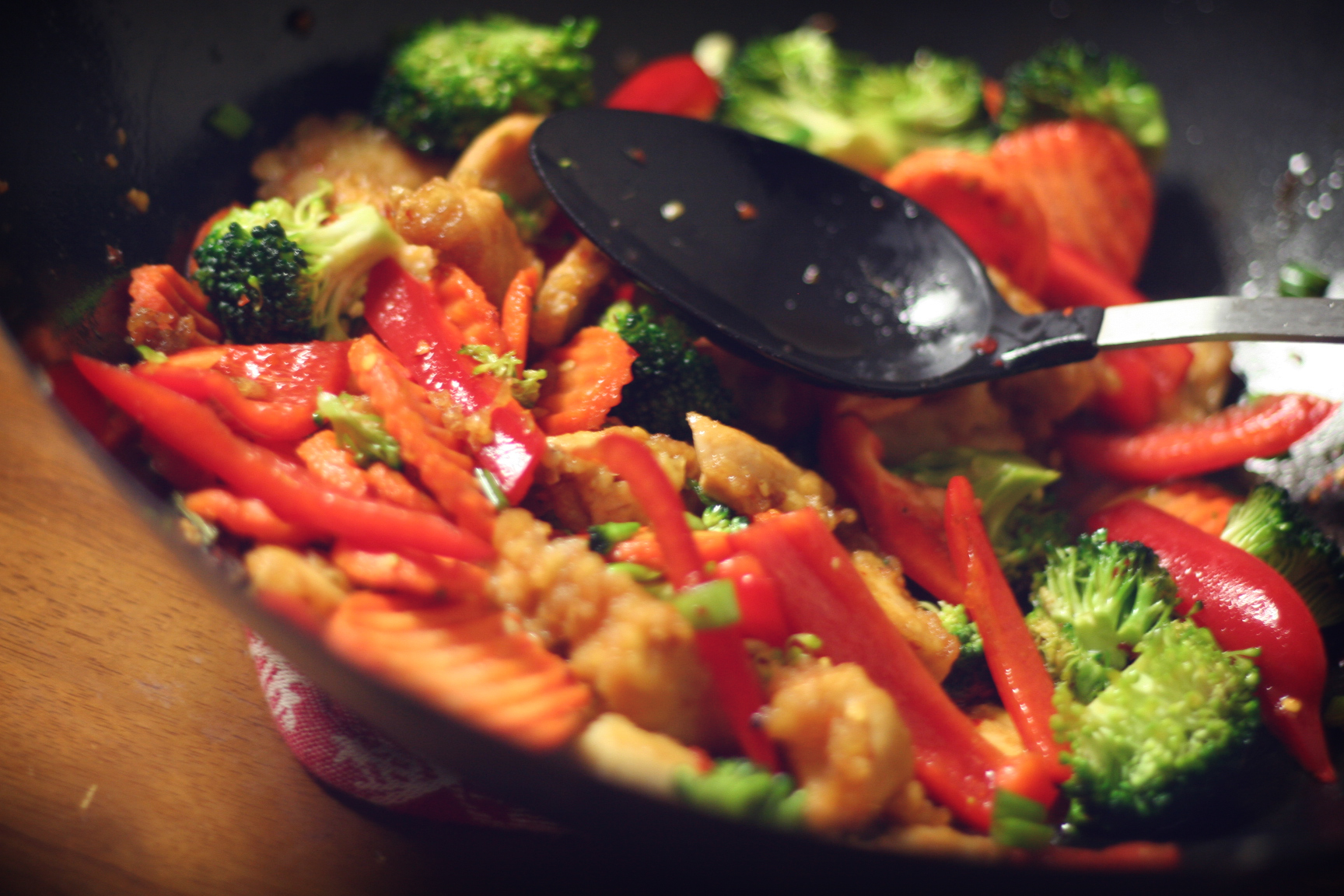
Un pollo allo zenzero fritto al salto in un wok.

La frittura al salto (inglese: stir frying; cinese:炒S, chǎoP) è una tecnica di cottura cinese nella quale gli ingredienti sono fritti in una piccola quantità di olio bollente mentre vengono saltati (cioè rimescolati) in un wok. La tecnica ebbe origine in Cina e nei secoli recenti si è diffusa in altre parti dell'Asia e in Occidente. Anche se smentito dalla ricerca nel campo, molti asseriscono ancora che questa cottura, rapida e calda, sigilli i sapori dei cibi, preservandone al tempo stesso il colore e la struttura.
Gli studiosi pensano che la frittura nel wok (o padella) possa essere stata usata fin dalla dinastia Han (206 a.C. - 220 d.C.) per essiccare il grano, non per cuocere, ma fu solo nella dinastia Ming (1368-1644) che il wok raggiunse la sua forma e permise la cottura rapida nell'olio bollente. In pieno XX secolo, mentre i ristoranti e le famiglie benestanti potevano permettersi l'olio e il combustibile richiesto per la frittura al salto, le tecniche di cottura più ampiamente usate rimanevano la bollitura e il vapore. La cottura con la frittura al salto giunse a predominare nel corso del secolo via via che più persone potevano permettersi l'olio, e in Occidente si diffuse al di fuori delle comunità cinesi. La frittura al salto e il cibo cinese sono stati definiti sani per l'uso sapiente di ortaggi, carne e pesce, ingredienti che hanno un contenuto moderato di grassi, con aggiunta di salse che non sono molto ricche, purché il contenuto calorico sia mantenuto a un livello ragionevole.

## Etimologia
Il termine stir-fry fu introdotto nella lingua inglese nel libro di Buwei Yang Chao How to Cook and Eat in Chinese ("Come cucinare e mangiare in cinese", 1945), per descrivere la tecnica chǎo.

## Storia

### In Cina

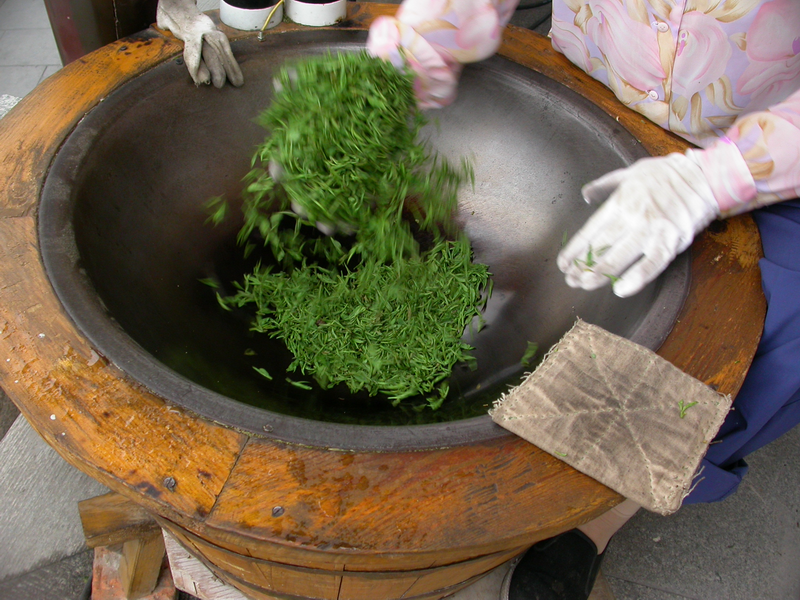
Durante la dinastia Tang (618-907) cho si riferiva all'arrostimento delle foglie del tè. La frittura al salto divenne un metodo popolare per cuocere il cibo solo in seguito, durante la dinastia Ming (1368-1644).

Il carattere cinese chǎo (炒) è attestato nelle iscrizioni su vasi di bronzo del periodo degli Zhou orientali (771-256 a.C.), ma non nel senso di frittura al salto. Il rimescolamento a secco era usato nella dinastia Han (206 a.C. - 221 d.C.) per essiccare il grano. Sebbene non vi siano testimonianze superstiti della frittura al salto nella dinastia Han, le prove archeologiche dei wok e la tendenza ad affettare il cibo sottilmente indicano che la tecnica era probabilmente usata per la cottura.
Il termine chǎo appare per la prima volta nel senso di "frittura al salto" nel Qimin Yaoshu, un manuale agricolo del VI secolo, incluso in una ricetta per le uova strapazzate. Nelle fonti della dinastia Tang (618-907), chǎo si riferisce non ad una tecnica di cottura, ma ad un metodo per arrostire le foglie di tè. Esso riappare come metodo di cottura in una dozzina di ricette della dinastia Song (960-1279). Il periodo Song è quando i Cinesi iniziarono ad usare l'olio vegetale per friggere invece dei grassi animali. Fino ad allora, l'olio, vegetale era stato usato principalmente nelle lampade.
Storicamente, la frittura al salto non è una tecnica così importante come la bollitura o il vapore, poiché l'olio richiesto per la frittura al salto era costoso. La tecnica divenne sempre più popolare alla fine della dinastia Ming (1368-1644), in parte perché il legno e il carbone usati per accendere le stufe stavano diventando sempre più costosi vicino ai centri urbani, e la frittura al salto poteva cuocere il cibo rapidamente senza sprecare combustibile. Anche "la natura sempre più commerciale della cita cittadina" nei periodi tardo Ming e Qing (1644-1912) favorì i metodi veloci. Ma anche se la frittura al salto divenne un importante metodo nella cucina cinese, essa non sostituì altre tecniche di cottura. Per esempio, "soltanto cinque o sei delle oltre 100 ricette registrate nel romanzo del XVI secolo Jin Ping Mei sono ricette di frittura al salto e i piatti al wok rappresentano solo il 16 per cento delle ricette nel più famoso libro di ricette del XVIII secolo, il Suiyuan shidan".
Alla fine dei Qing, la maggior parte delle cucine cinesi erano attrezzate con un fornello per wok (chaozao 炒灶 o paotai zao 炮臺灶) conveniente per la frittura al salto perché aveva un grande foro al centro per inserire il fondo di un wok nelle fiamme.

### In Occidente
La frittura al salto fu portata in America dai primi immigranti cinesi, ed è stata usata nella cucina non asiatica.
Come già accennato, il termine inglese stir fry come traduzione di chao fu introdotto nel libro del 1945 How To Cook and Eat in Chinese ("Come cucinare e mangiare in cinese"). Fu ideato dal marito dell'autrice, il linguista Yuen Ren Chao. Il libro diceva al lettore
"Approssimativamente parlando, ch'ao può essere definito come un grande-fuoco-basso-grasso-rimescolamento-continuo-frittura-rapida di materiale fatto a pezzettini con condimento in umido. Lo chiameremo 'frittura con rimescolamento' (stir-fry) o 'rimescolamento' (stir) per brevità. La cosa più vicina a questo nella cucina occidentale è il sauté. ... Poiché la frittura al salto ha una tempistica così critica e si fa così rapidamente, si può chiamare 'cucina lampo' (blitz-cooking)."
In Occidente, la frittura al salto si diffuse dalle cucine delle famiglie e dei ristoranti cinesi all'uso generale. Un popolare libro di cucina notava che negli "anni 1970 attenti alla salute" sembrava improvvisamente che "tutti si stessero comprando un wok, e la frittura al salto rimase popolare perché era veloce." Molte famiglie avevano difficoltà a far entrare un pranzo in famiglia nei loro programmi affollati, ma scoprirono che una frittura al salto si poteva preparare in appena quindici minuti.

## Tecnica
Generalmente parlando, ci sono due tecniche primarie: chǎo e bào. Entrambe le tecniche usano un elevato calore, ma il chao aggiunge un liquido e gli ingredienti sono più morbidi, mentre le fritture al salto del bào sono più croccanti a causa della reazione di Maillard.

### Tecnicachǎo

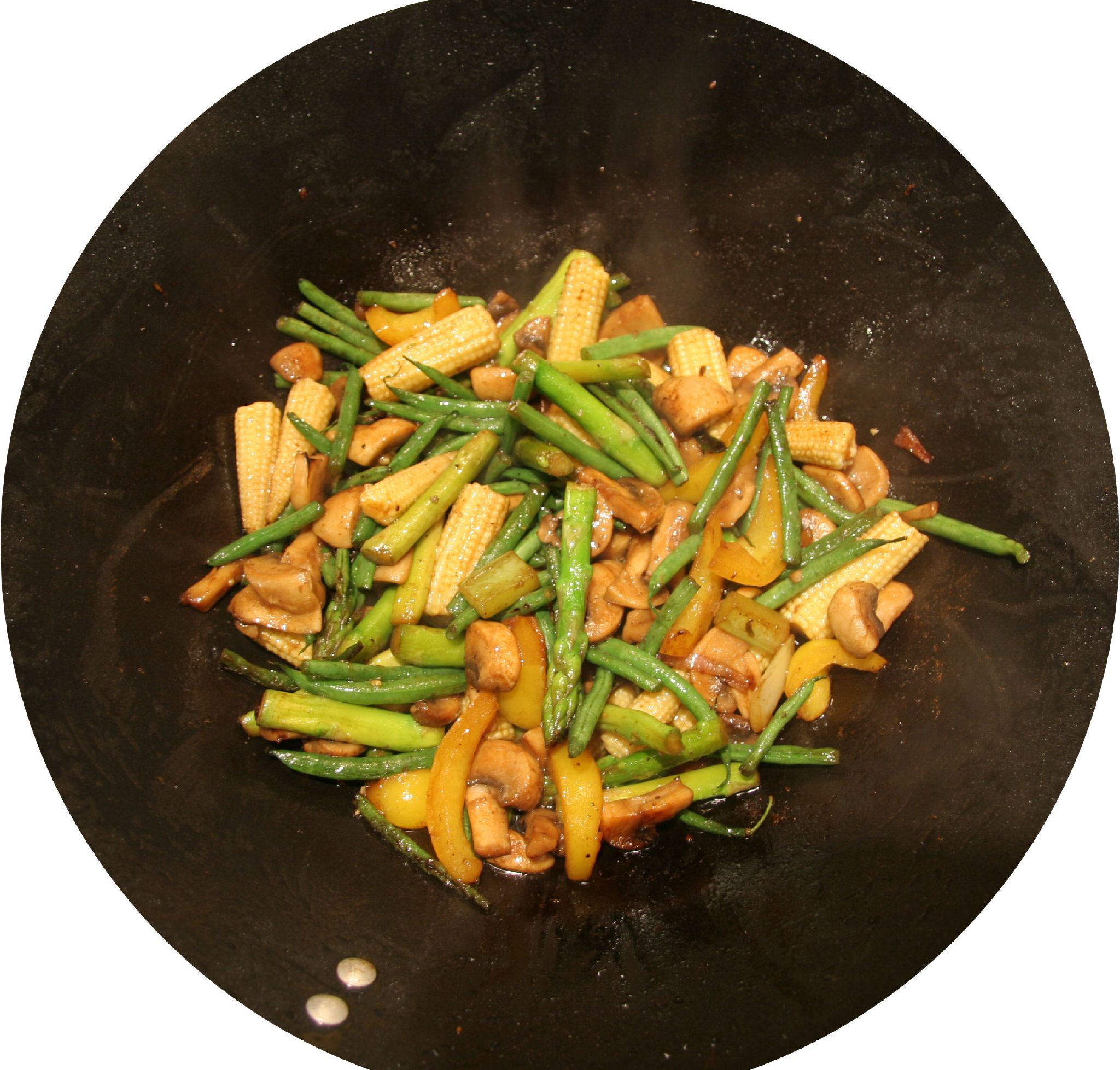
Gli ingredienti sono normalmente aggiunti in successione dopo che l'olio di cottura è stato applicato su una pentola calda. Gli ingredienti che impiegano di più a cuocere, come la carne o il tofu, sono aggiunti prima degli altri, come aceto e salsa di soia.

La tecnica chǎo (炒) è simile alla tecnica occidentale del sauté. Ci sono variazioni regionali nella quantità e nel tipo di olio, nel rapporto tra l'olio e gli altri liquidi, nella combinazione degli ingredienti, nell'uso dei peperoni caldi, e così via, ma la stessa procedura fondamentale è seguita in tutte le parti del paese.
Prima si riscalda il wok ad alta temperatura, e non appena o prima che faccia fumo, si aggiunge una piccola quantità di olio di cottura lungo il lato del wok (un'espressione tradizionale è "wok caldo, olio freddo"), seguita da condimenti come zenzero, aglio, cipolle verdi o scalogni. I condimenti si mescolano con una spatola finché non sono fragranti, poi si aggiungono gli altri ingredienti, cominciando con quelli che impiegano più tempo a cuocere, come la carne o il tofu. Quando la carne e le verdure sono quasi cotte, si possono aggiungere combinazioni di salsa di soia, aceto, vino, sale o zucchero, insieme ad addensanti come amido di mais, farina di castagne all'acqua o fecola di maranta.
Un singolo ingrediente, specialmente una verdura, si può friggere al salto sanza il passaggio di aggiungere un altro ingrediente, oppure due o più ingredienti si possono friggere al salto per fare un unico piatto. Sebbene le verdure a foglia larga, come il cavolo o gli spinaci, non abbiano bisogno di essere tagliate a pezzetti, per i piatti che combinano gli ingredienti, questi dovrebbero essere tagliati tutti grosso modo della stessa grandezza.

#### Wok hei
Nella frittura al salto, come in tutte le altre tecniche di cottura cinesi basate sul wok, assume particolare importanza il concetto di wok hei (镬气T, 鑊氣S, wok6 hei3 J; romanizzazione basata sulla pronuncia cantonese della locuzione). L'espressione può essere tradotta letteralmente come "radiazione termica del wok" o, metaforicamente, come il "respiro del wok". Quest'ultima locuzione è una traduzione poetica che Grace Young coniò per la prima volta nel suo libro di cucina, The Wisdom of the Chinese Kitchen ("La saggezza della cucina cinese"), spiegando che si tratta dell'energia che il wok "soffia" in una frittura al salto, dando ai cibi un sapore e un aroma unici.
In termini pratici, il wok hey è la particolare combinazione di sapore, gusto e aromi che il wok riscaldato aggiunge alla frittura grazie ai composti che si formano durante la cottura ad alta temperatura (oltre 200 °C), per effetto di una serie di reazioni chimiche: caramellizzazione, reazione di Maillard e combustione parziale dell'olio. Alla combinazione contribuisce in parte anche il metallo della pentola stagionata, che acquista con l'uso una sua "essenza" caratteristica, paragonabile per certi versi a quella che il legno delle botti trasmette al vino.
Per impartire il wok hei nella maniera tradizionale, il cibo si cucina in un wok stagionato, mentre viene saltato e rimescolato rapidamente. A parte l'aroma, il wok hei si manifesta anche nell'aspetto e nell'odore dei cibi cucinati.

### Tecnicabào

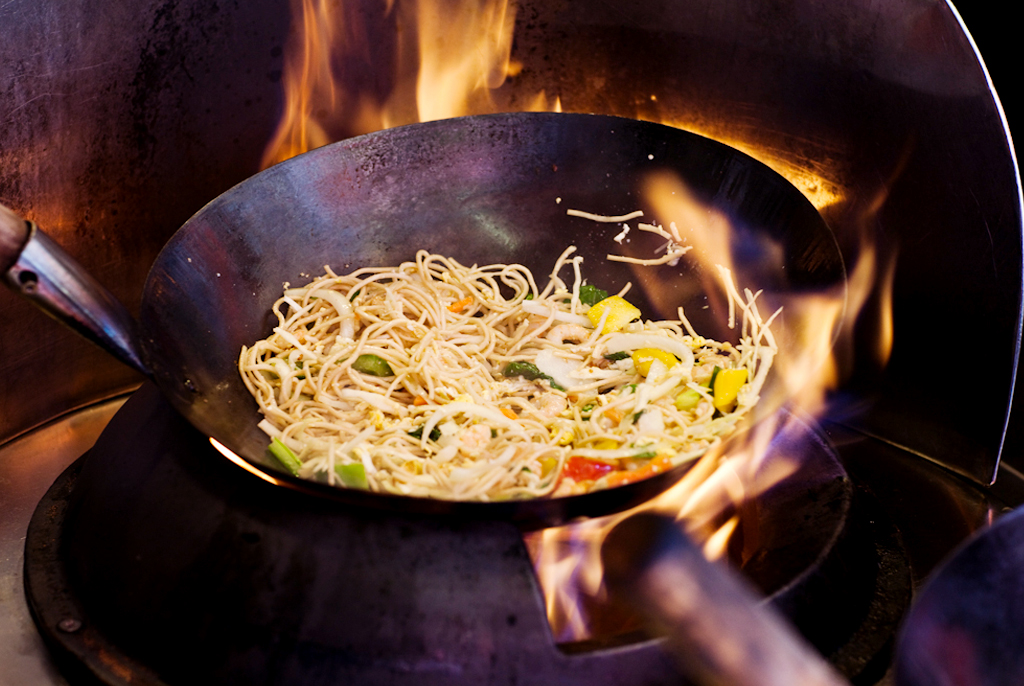
La frittura al salto bào implica il calore elevato combinato con il rimescolamento continuo. Questo impedisce ai succhi di fuoriuscire dagli ingredienti e mantiene il cibo croccante.

Nel XVIII e XIX secolo, la tecnica bào (爆T, bàoP, lett. "scoppio, esplosione") di frittura al salto su una fiamma alta era tipica della provincia cinese settentrionale dello Shandong. Il wok è prima riscaldato su un fuoco alto fino a un bagliore rosso fioco. Sono poi aggiunti l'olio, i condimenti e le carni in rapida successione. Il cibo viene continuamente rimescolato, fermandosi solo per aggiungere altri ingredienti come brodi, verdure, o altri condimenti. Lo scopo del bào è di esaltare i sapori naturali, perciò si aggiunge un condimento minimo. A causa dell'alto calore, il bào è ideale per piccole quantità di cibo che cuociono rapidamente, così che i succhi non fuoriescano dagli elementi. La carne è rivestita con albume o amido proprio per contenere i succhi. Quando il cibo è cotto si versa dal wok con un mestolo. Il wok deve essere poi lavato subito per impedire ai residui di cibo di carbonizzare e di bruciare il fondo della pentola a causa del calore residuo.
Nel bào si usa spesso una quantità maggiore di grassi di cottura con un alto punto di fumo, come oli vegetali raffinati. Gli ingredienti principali sono di solito tagliati a pezzi più piccoli per agevolare la cottura.

## Effetti sul valore nutrizionale

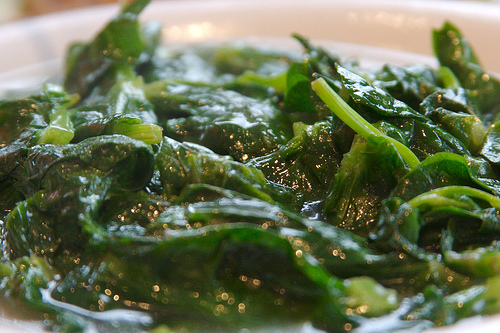
La frittura al salto può influenzare il valore nutrizionale delle verdure. Il contenuto di grassi aumenta a causa dell'olio addizionale, e gli antiossidanti sono conservati meglio che con la bollitura.

La frittura al salto è stata giudicata sana e nutriente. Gli autori hanno esaltato la cottura rapida ad alto calore perché mantiene il colore, la compattezza e il valore nutrizionale degli alimenti. Uno studio dei ricercatori del Dipartimento di scienza alimentare e nutrizionale dell'Università di Zhejiang ha confrontato gli effetti della bollitura, della cottura a vapore e della frittura al salto sui germogli di bambù. La bollitura e il vapore diminuivano la quantità di proteine, zuccheri solubili, cenere e aminoacidi totali liberi di oltre un terzo. I germogli di bambù nella frittura al salto aumentavano il loro contenuto del 528,57% a causa dell'aggiunta di olio, ma trattenevano una parte maggiore delle capacità antiossidanti. Con un trattenimento del 78,9%, la frittura al salto conservava significativamente più vitamina C della bollitura. Prendendo in considerazione il trattenimento totale di antiossidanti, lo studio ha concluso che la frittura al salto è il metodo più adatto per i germogli di bambù. Risultati simili furono scoperti per la frittura al salto dei peperoni rossi.
Un altro studio dell'Università di Zhejiang ha esaminato il valore nutrizionale dei broccoli dopo cinque tecniche di cottura comuni; vapore, bollitura, microonde, frittura al salto e frittura al salto seguita da frittura profonda. Lo studio ha trovato che i metodi di cottura più comuni in Cina, la frittura al salto e la frittura al salto combinata con la frittura profonda in olio di semi di soia, dava come risultato una perdita molto maggiore di clorofilla, proteine solubili, zuccheri solubili e vitamina C. Il metodo che influenzava di meno questi valori era il vapore. La frittura al salto per cinque minuti e la frittura al salto combinata con la bollitura causava la più alta perdita di glucosinolati, che secondo questo studio sono conservati meglio dal vapore. Uno studio condotto dal Consiglio nazionale delle ricerche spagnolo ha fritto al salto i broccoli cinesi solo per 3 minuti e 30 secondi e ha trovato che il valore nutrizionale di questi campioni di broccoli variava a seconda di quale olio di cottura veniva usato. Confrontando questi glucosinolati e dei minerali. La frittura al salto con l'olio di semi di soia, di arachidi, di cartamo o extravergine d'oliva non riduceva i glucosinolati, e i broccoli fritti al salto con l'olio extravergine d'oliva o l'olio di girasole avevano livelli di vitamina C simili ai broccoli non cotti. Questi livelli erano significativamente più bassi con altri oli commestibili.
La frittura al salto non è priva di rischi per la salute. Studi recenti mostrano che friggendo la carne al salto ad altissime temperature si formano amine eterocicliche e idrocarburi policiclici aromatici. Queste sostanze chimiche causano mutamenti del DNA che possono contribuire ad accrescere il rischio di cancro.

## Usi nella medicina tradizionale
Il processo della frittura al salto si usa nella preparazione di alcune medicine erboristiche cinesi sotto il termine "frittura asciutta". Friggere al salto un'erba medicinale con il miele si usa normalmente per aumentarne la dolcezza e perciò gli effetti tonici sul qì della bile e dello stomaco. La frittura al salto nell'aceto si usa tipicamente ogni qual volta si vogliano indirizzare le proprietà di un'erba medicinale di più al fegato, sulla base del principio che il gusto aspro appartiene al fegato.

## Piatti fritti al salto

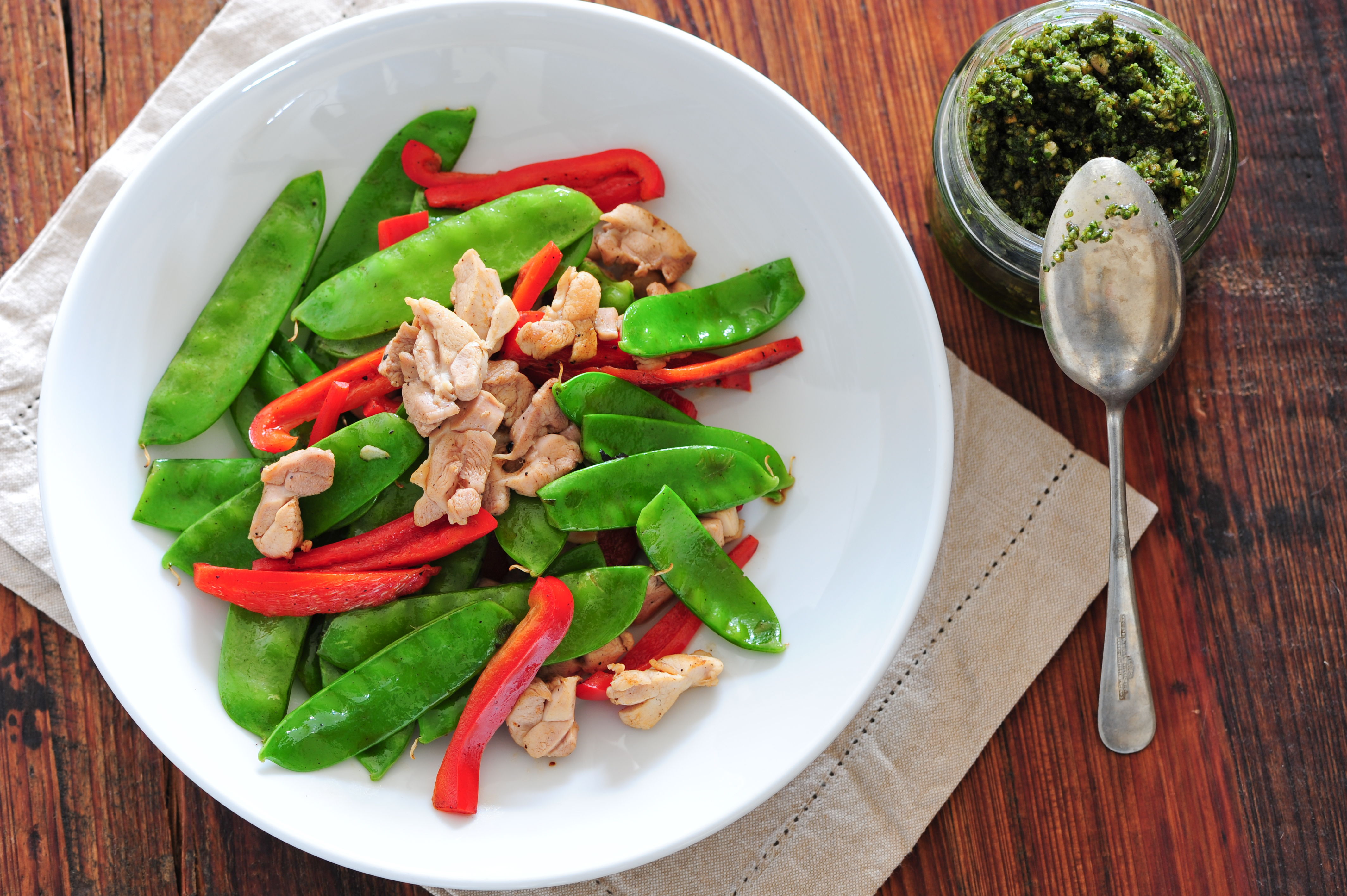
Frittura al salto italiana con piselli, peperoni rossi e pollo.
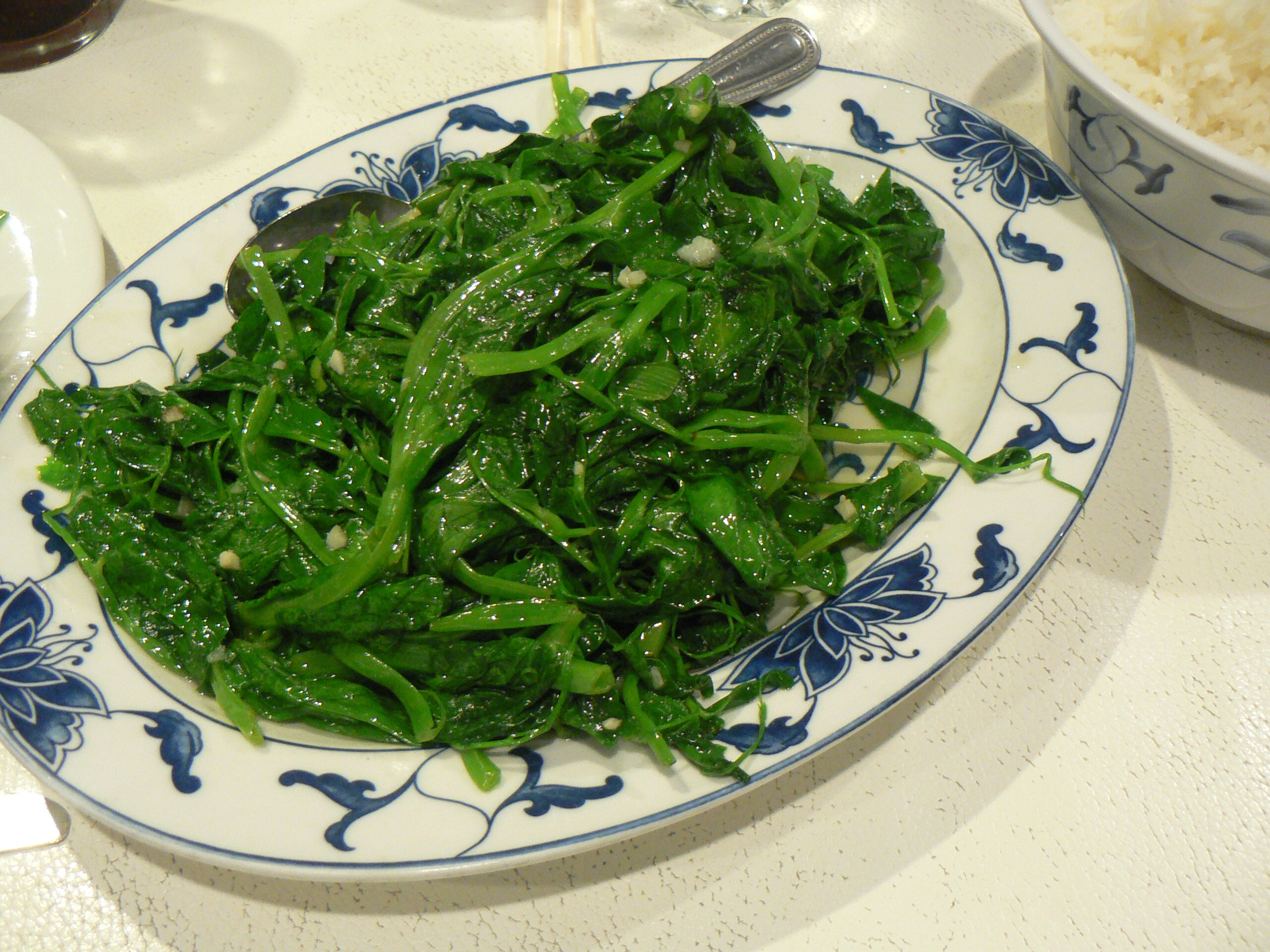
Germi di piselli fritti.
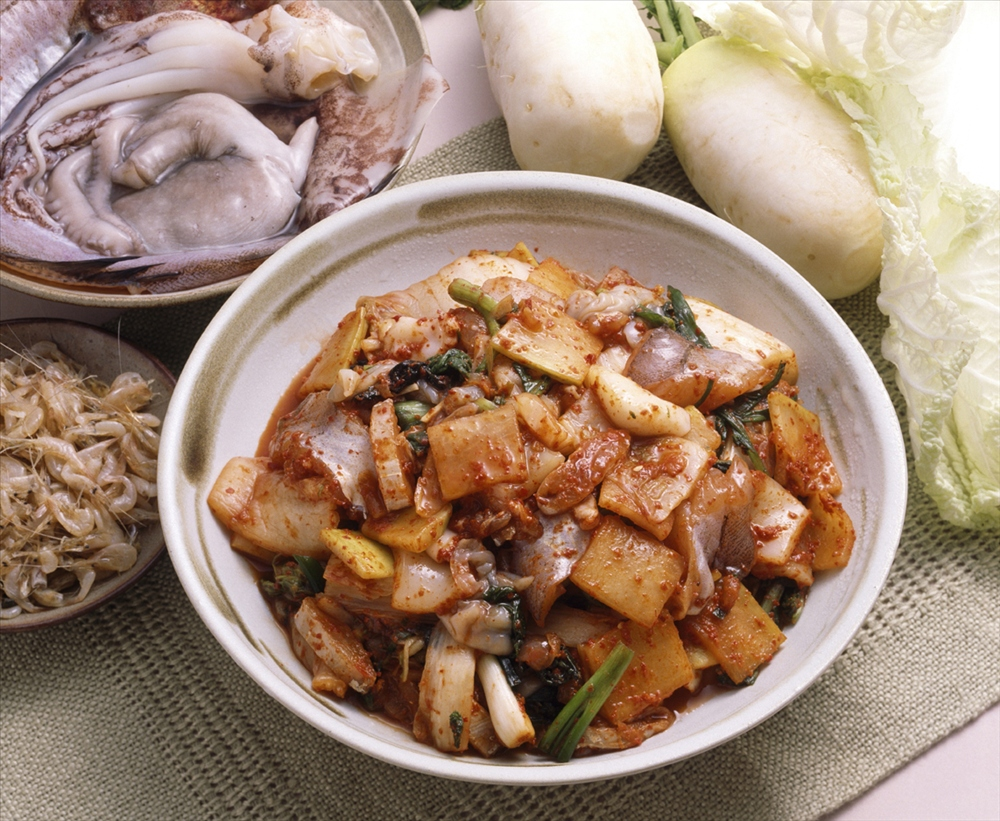
Polpo fritto al salto.
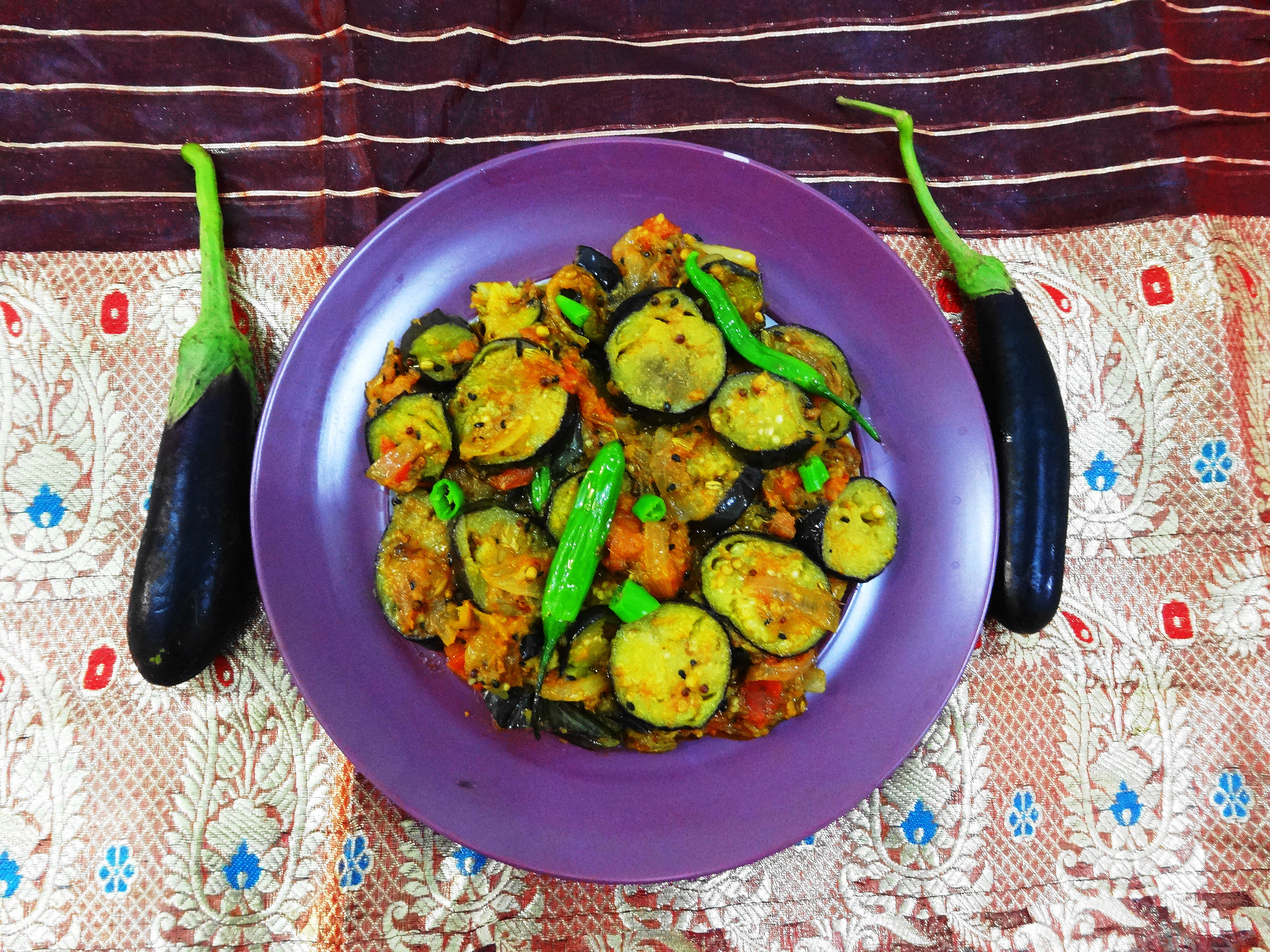
Melanzane fritte al salto.
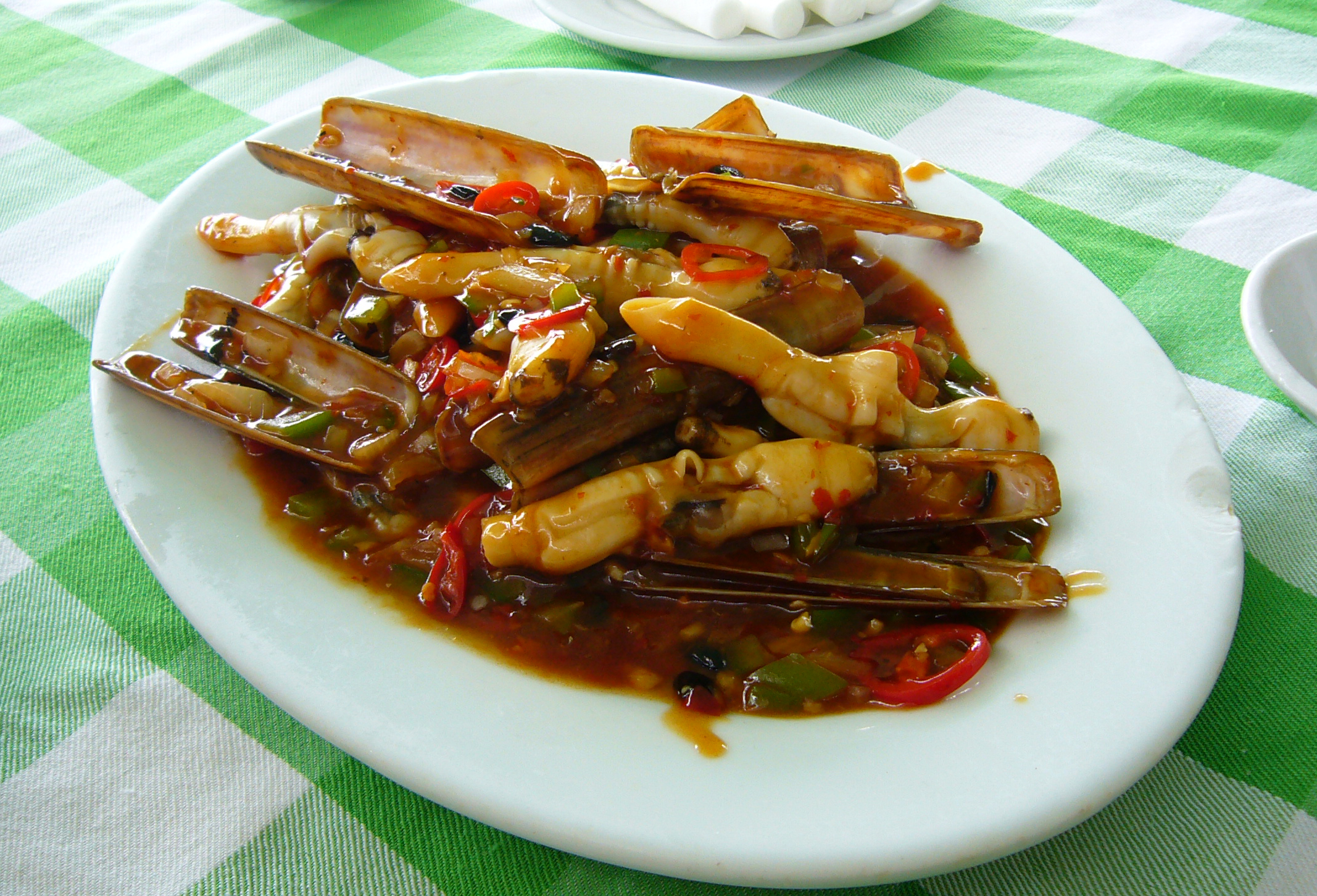
Cannolicchi fritti al salto.
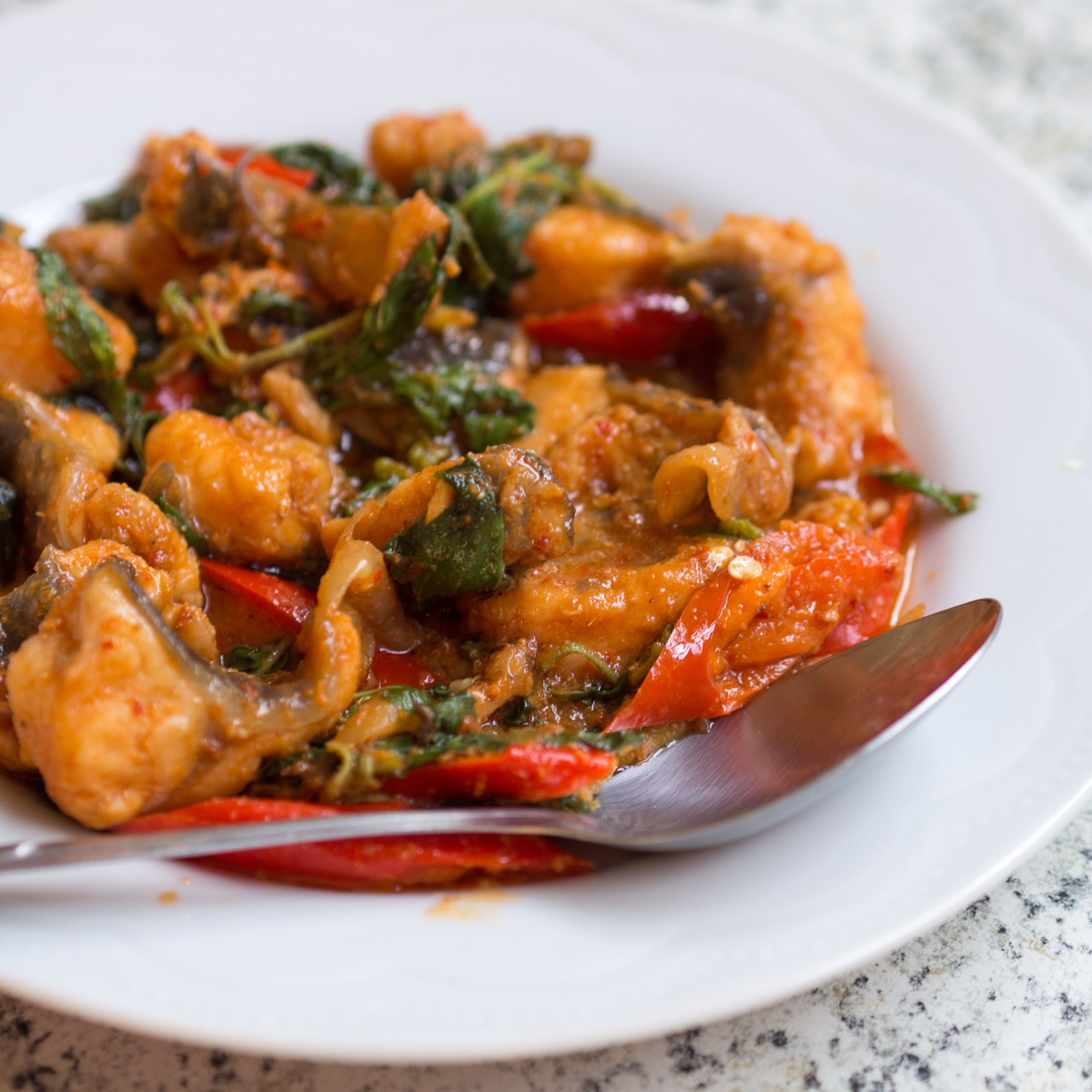
Pesce gatto fritto al salto in una pasta speziata al curry.
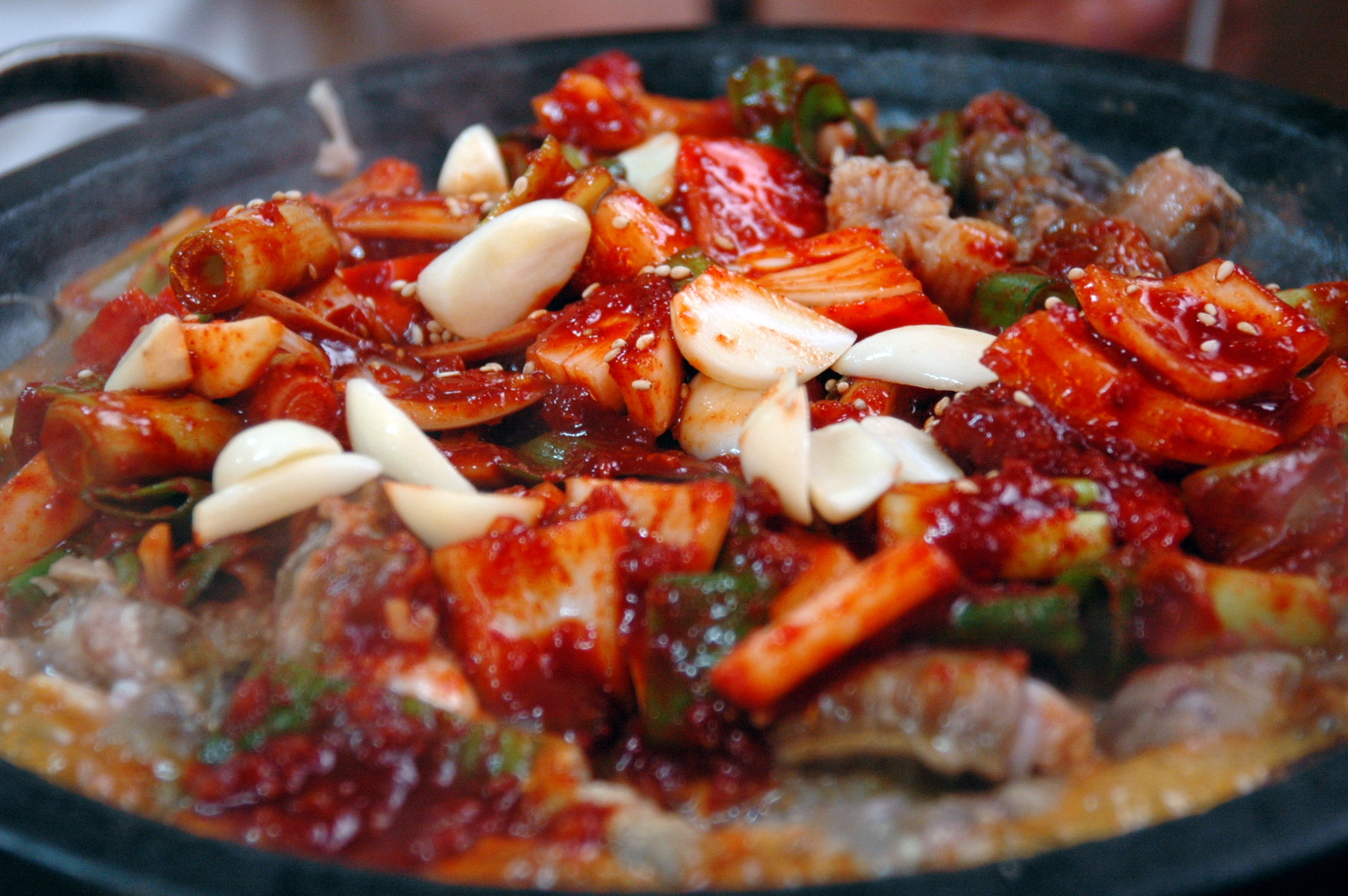
Frittura al salto coreana con missiniformi di spiaggia.
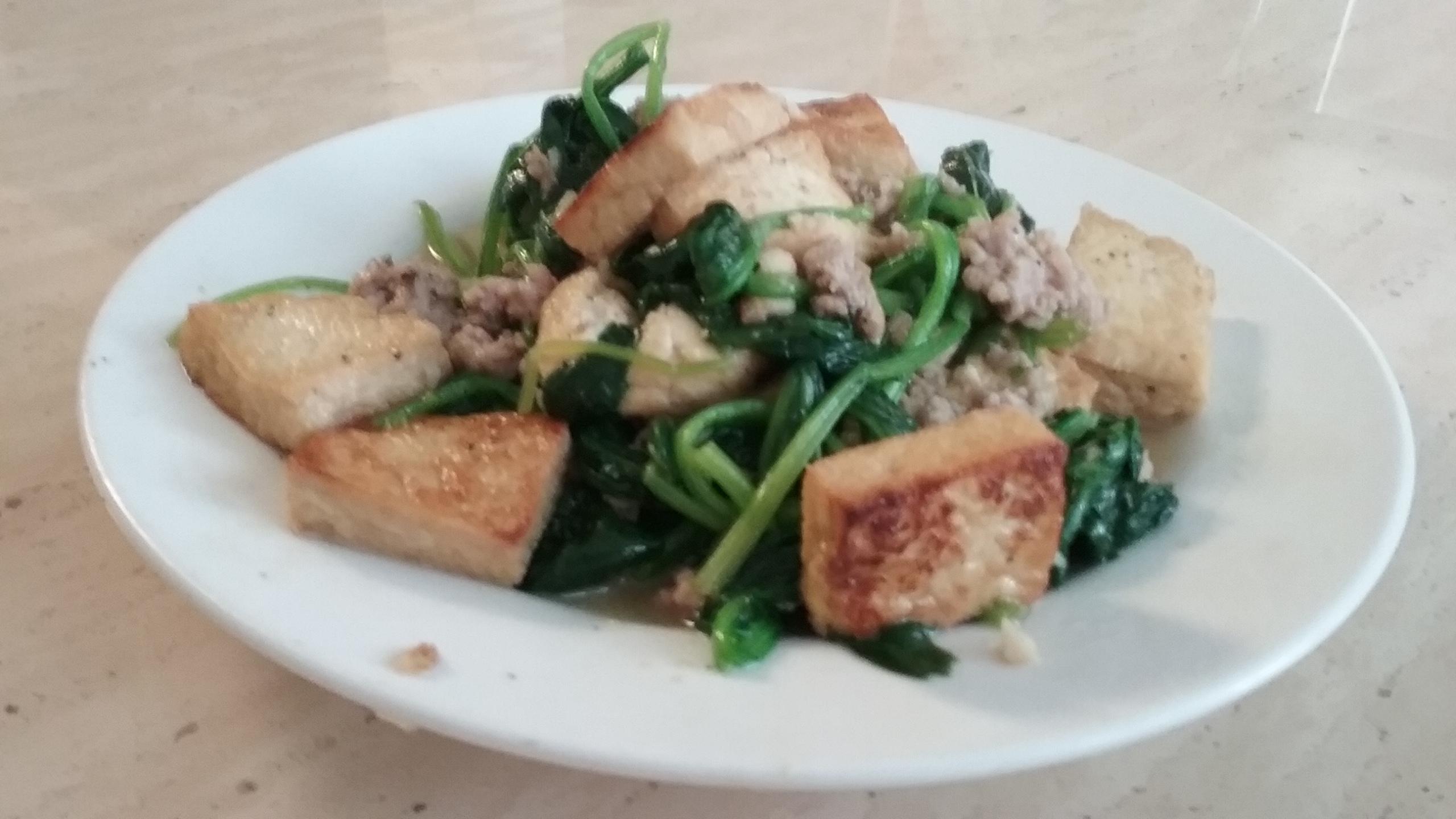
Un piatto di frittura al salto alla cinese con tofu, da alcuni chiamato anche "Giada bianca dorata e Pappagallo verde".